# Majna Rothschildova
Majna Rothschildova (Leucopsar rothschildi) je druh pěvce z čeledi špačkovití (Sturnidae) a rodu Leucopsar. Popsal jej Erwin Streseman v roce 1912. Vyskytuje se na Bali v Indonésii, vysazena byla na ostrově Nusa Penida. Obývá především tropické suché nížinaté lesy s travnatým porostem. Měří do 25 cm, ocas dosahuje délky 7,9–8,8 cm. Hmotnost se odhaduje na 70 až 115 g. Mimo černých konců křídel a ocasu a modrého okruží kolem očí má majna Rothschildova bílé zbarvení. Zvláště samci mají na hlavě výraznou chocholku z peří, kterou mohou vztyčit. Jde o monogamní druh, který si staví hnízdo 4 až 10 m nad zemí. Snáší dvě až tři vejce. Potravu tvoří pestrá škála jídla, od bobulí po hmyz.
Dle Mezinárodního svazu ochrany přírody (IUCN) je majna Rothschildova kriticky ohrožený druh a patří mezi nejohroženější ptačí druhy světa (co se výskytu v přírodě týče). V roce 2008 žilo na Bali kolem 50 jedinců. Nebezpečí pro ně představuje úbytek přirozeného prostředí a především lov. Přežití druhu jako takového je zajištěno díky velkému počtu jedinců, kteří se snadno rozmnožují v zajetí – dle Mezinárodního svazu ochrany přírody zde žije asi 1 000 jedinců. Všichni legálně chovaní jedinci jsou registrováni a část z nich je vypouštěna do volné přírody.

## Taxonomie a etymologie
Majnu Rotschildovu popsal v roce 1912 německý zoolog Erwin Stresemann. Ten zvolil pro druh pojmenování Leucopsar rothschildi, které je dodnes platné. Druhové jméno majny Rothschildovy odkazuje na anglického politika a zoologa lorda Lionela Waltera Rotschilda, který druh roku 1910 poprvé pozoroval. Tento druh patří do čeledi špačkovití (Sturnidae) a v ní do monotypického rodu Leucopsar, popsaného taktéž Stresemannem. Nejbližší příbuzenský vztah má s ptáky rodu Sturnia a špačkem pagodovým (Sturnus pagodarum), jehož některé starší systémy řadí do rodu Sturnus.
Druh je z velké části chován v zajetí a v přírodě téměř vymizel, proto byly odebrány vzorky DNA za účelem výzkumu genetické rozmanitosti druhu. Vzorky byly získány z ostrova Bali, ostrova Nusa Penida a také od jedinců chovaných v zámoří. Výzkum přinesl závěry, že opětovná reintrodukce ptáků chovaných v zámoří nemá zásadní dopad na genetickou populaci ptáků ve volné přírodě. Zároveň také byla potvrzena monotypičnost rodu Leucopsar.
Balijští obyvatelé majnu Rothschildovu nazývají jalak bali (bílý pták) a curik bali. Od roku 1991 je oficiálním symbolem balijské fauny.

## Výskyt
Majna Rothschildova se vyskytuje na ostrově Bali v Indonésii. Historicka žila v celé jeho severozápadní třetině. Areál rozšíření se nicméně výrazně zmenšil a zbývající populace přežívá v západním cípu Bali v Národním parku Západní Bali na území o rozloze 60 km2. Vysazena byla na ostrově Nusa Penida, jenž se nachází jihovýchodně od Bali.
Majnu Rothschildovu lze spatřit především v tropických suchých nížinatých lesích, obvykle s travnatým porostem, přičemž hustým lesům se spíše vyhýbá. Během období rozmnožování preferují majny Rothschildovy otevřenou nížinatou krajinu spálenou požáry s roztroušenými keři a blízké vlhké lesy, po skončení reprodukce se odtud rozptylují do lesních okrajů a savanových lesů. V rámci lidmi pozměněných ekosystémů se druh adaptoval na život v kokosových hájích nedaleko lidského osídlení. Druh není stěhovavý.

## Popis

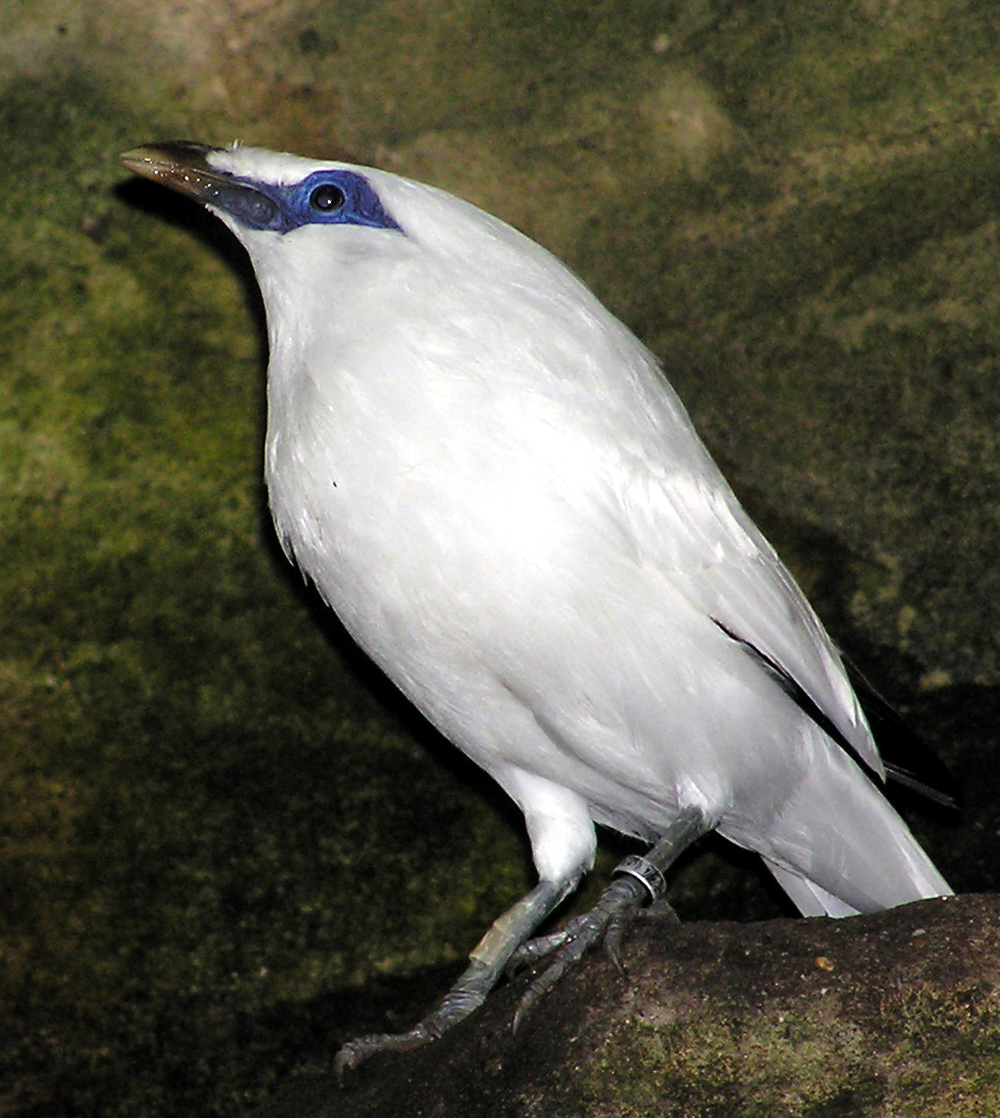
Majna Rothschildova v ZOO Bristol

Majna Rothschildova je zavalitý středně velký pták, vážící 70 až 115 g. Měří do 25 cm, přičemž ocas dosahuje délky 7,9–8,8 cm. Délka křídla je 13,2–13,5 cm. Patří k nejnápadnějším druhům čeledi špačkovití, svým zbarvením peří se odlišuje od všech ostatních majn. Peří je u majny Rothschildovy téměř na celém těle sněhobílé, konce křídel a ocasu mají černé zbarvení. Zobák je šedý nebo hnědý. Kolem každého oka se rozprostírá modrá kůže, jež se zužuje dozadu k jednomu bodu, barva duhovky může být bílá, šedá nebo hnědá. Na hlavě se tomuto druhu vytváří chocholka z naježeného peří, díky které je též s jinými majnami téměř nezaměnitelný. Nohy jsou šedomodré. Výrazný pohlavní dimorfismus není znám, obě pohlaví tak vypadají navzájem stejně, s výjimkou menší chocholky na hlavě u samic (menší chocholku mají i mláďata, která ji mohou i postrádat). Mláďata mohou být skořicově zbarvená na křídlech a tělo mají kouřové.
Záměna může nastat s majnou černokřídlou (Acridotheres melanopterus), jež má kratší chocholku na hlavě, na křídlech a ocase více černého peří a žluté nohy.
V letu je patrná podsaditost majny Rothschildovy, dobře viditelná jsou také zaoblená křídla a krátký ocas s černými pery na okrajích.

## Chování

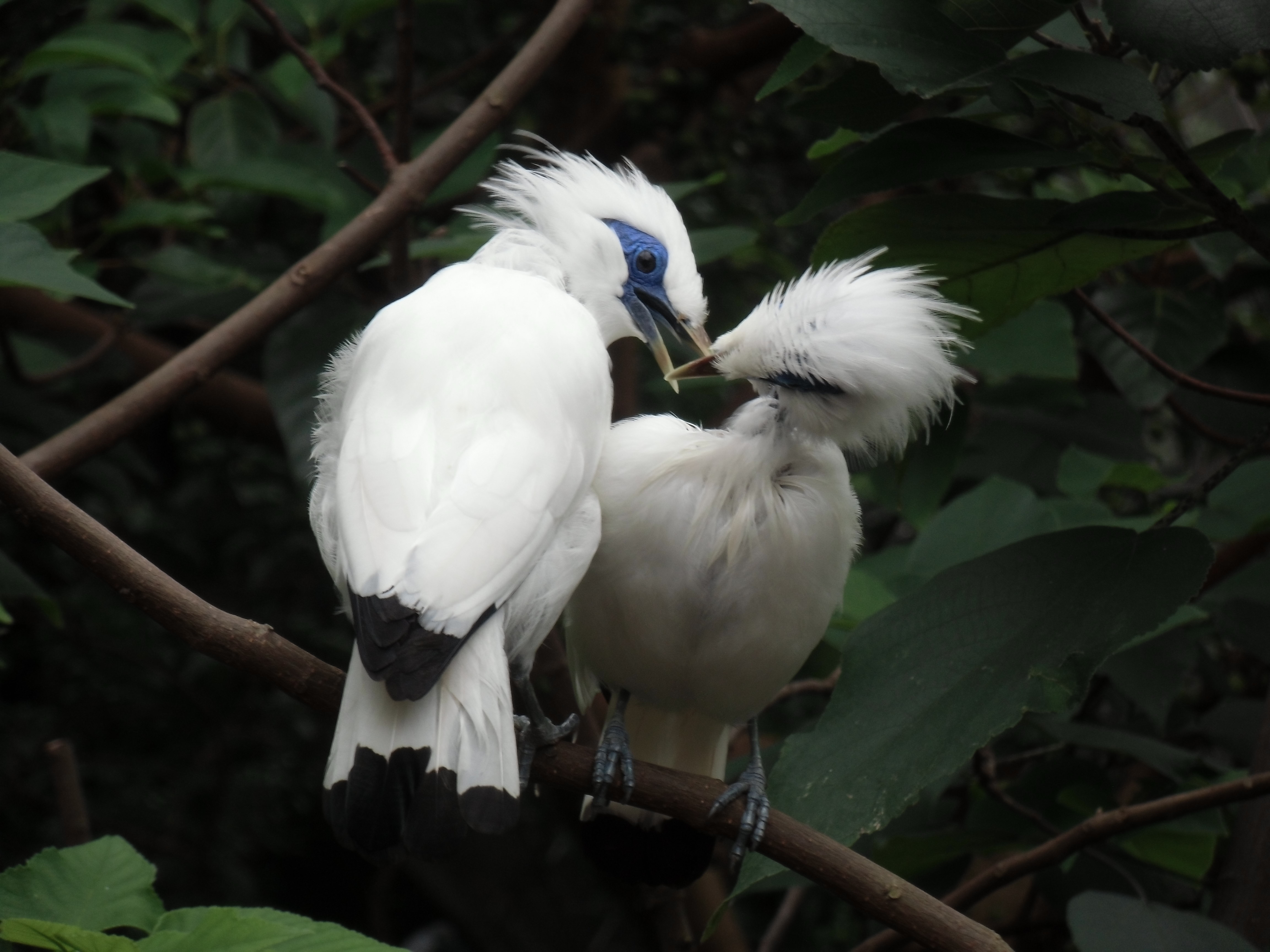
Dvojice majn Rothschildových

Mimo období rozmnožování jsou majny Rothschildovy společenští ptáci, kteří se sdružují do skupinek o 30 až 60 jedincích. Přes den mohou vytvářet mezidruhové agregace i s jinými zástupci čeledi špačkovitých. V noci majny Rotschildovy vytvářejí menší hřadující skupinky, které spí na hřadovištích na vysokých stromech nebo v hustém podrostu. Probouzejí se krátce po svítání, ráno tráví u pobřeží, poté se přesouvají do korun stromů a do odpoledne zůstávají skryté. Jsou citlivé na déšť: jakmile začne pršet, ukrývají se do lesního podrostu.
V období rozmnožování hnízdní pár společnost ostatních majn netrpí a zuřivě si brání své území. Majny Rothschildovy mezi sebou komunikují řadou hlasitých zvuků, připomínajících například kvákání, pískání na píšťalu nebo smích. Při vzletu tento druh vydává „kríír”, výstražným voláním je „cik, cik, cik”. Zpívají obě pohlaví.
Majna Rothschildova je všežravec; její potravu tvoří plody, včetně ovoce fíkovníku (Ficus) a morušovníku (Morus), semena, červi, hmyz nebo malí plazi, největší část jídelníčku přičemž zahrnují bezobratlí. Byly zaznamenány i případy, kdy pila nektar zarděnice (Erythrina). Poměr rostlinné a živočišné potravy se mění v závislosti na ročním období, přičemž živočišné bílkoviny jsou klíčové zvláště pro správný vývoj mláďat. Potravu majny většinou získávají v podrostu a keřovém patře listnatých lesů, typicky v přechodných zónách mezi lesem a savanou, v galeriových lesích a v hustších savanových porostech. Někteří ptáci byli pozorováni na akáciích, kde pomocí zobáku odtrhávali popraskanou stromovou kůru a slídili po potravě pod ní. Zvláště během období sucha však majny sbírají potravu i na zemi, někdy i na suchých útesových plochách. Podle některých záznamů mohou majny postávat na zádech velkých kopytníků, odkud sbírají mouchy. V období sucha, kdy není k dispozici voda, pije majna rosu, jinak tito ptáci navštěvují vodní nádrže.

### Rozmnožování

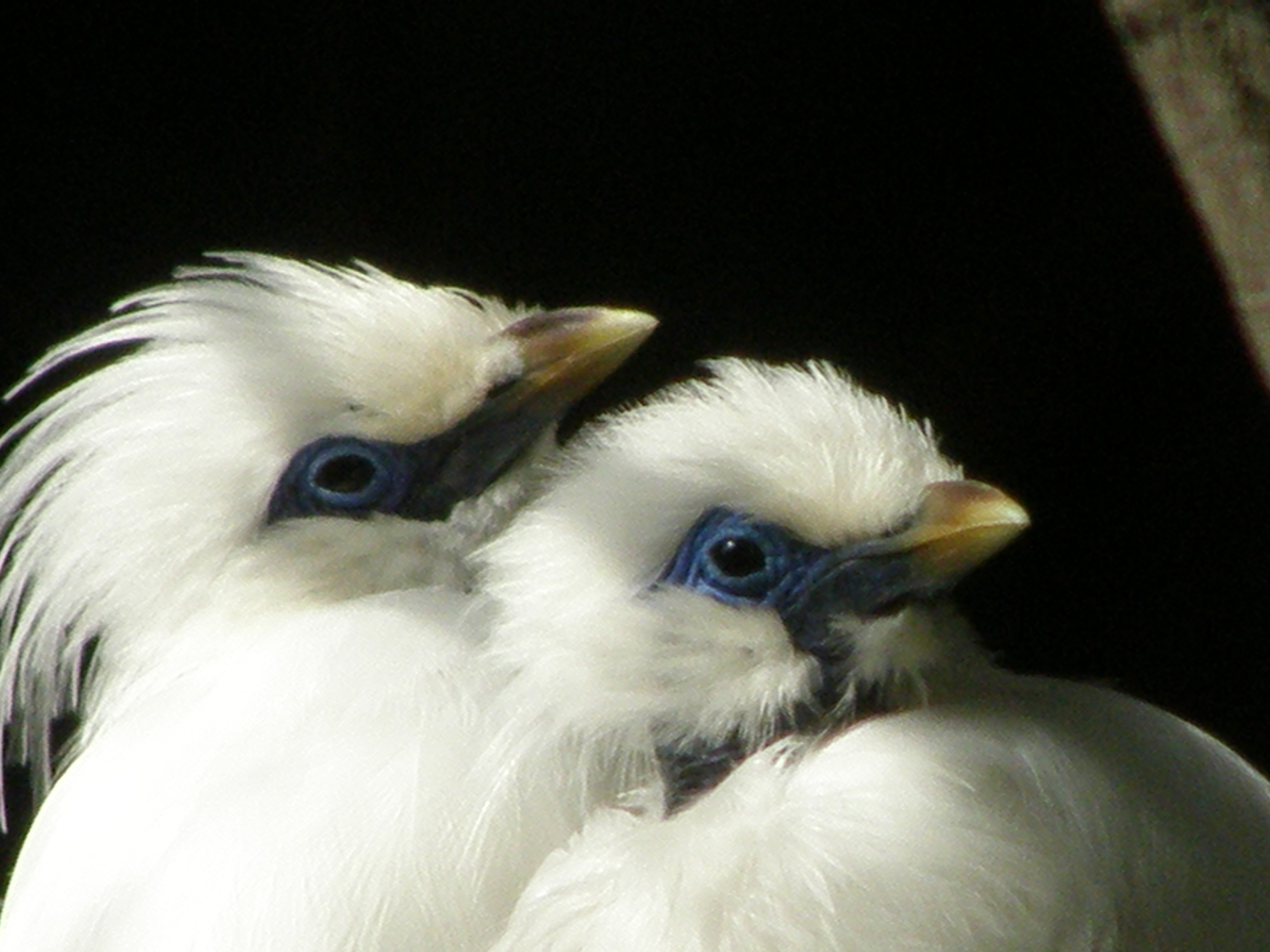
Mláďata

Čas rozmnožování majn Rothschildových nastává v období dešťů mezi lednem a březnem, dle některých údajů též v říjnu a listopadu, ve volné přírodě maximálně třikrát do roka. Jedná se o monogamní druh a pár spolu vytváří dlouhodobý svazek. Samice a samci zesilují vzájemné pouto společným pročechráváním peří. Při tomto úkonu se obyčejně vzájemně soustředí na hlavu partnera a také na modrou kůži okolo očí. Při toku sameček různě vztyčuje svou chocholku na hlavě, rozevírá ocas a škube křídly. Předvádění je obvykle spojeno s hlubokými vrčivými zvuky. Pokud je samice připravena k páření, dá to najevo tím, že začne potřepávat ocasem.
Jako hnízdo poslouží dutina ve stromě uvolněná jinými ptáky nebo ptačí budka ve výšce asi 4 až 10 m nad zemí. Příprava trvá 10 až 21 dní, hnízdo je tvořeno suchými větvičkami a trávou či jiným materiálem, který přináší především samec. Samice snese 2–3 modrá vejce, někdy s hnědými skvrnami. Sedí na nich pravděpodobně sama 12 až 15 dní, vylíhnutá mláďata však krmí oba rodiče. Mláďata se líhnou holá a slepá, opeří se po asi 22–24 dnech a na rodičích následně závisí ještě dalších zhruba 7 týdnů. Opeření se obvykle dožije jen jedno mládě. Průměrný věk majny Rothschildovy se odhaduje na 7 až 12 let, dle dalších zdrojů se dožívá až 9 let, jedna zpráva hovoří o jedinci, jenž se dožil 30 let. Největších reprodukčních úspěchů nicméně ptáci dosahují mezi třemi a pěti lety.

## Ohrožení

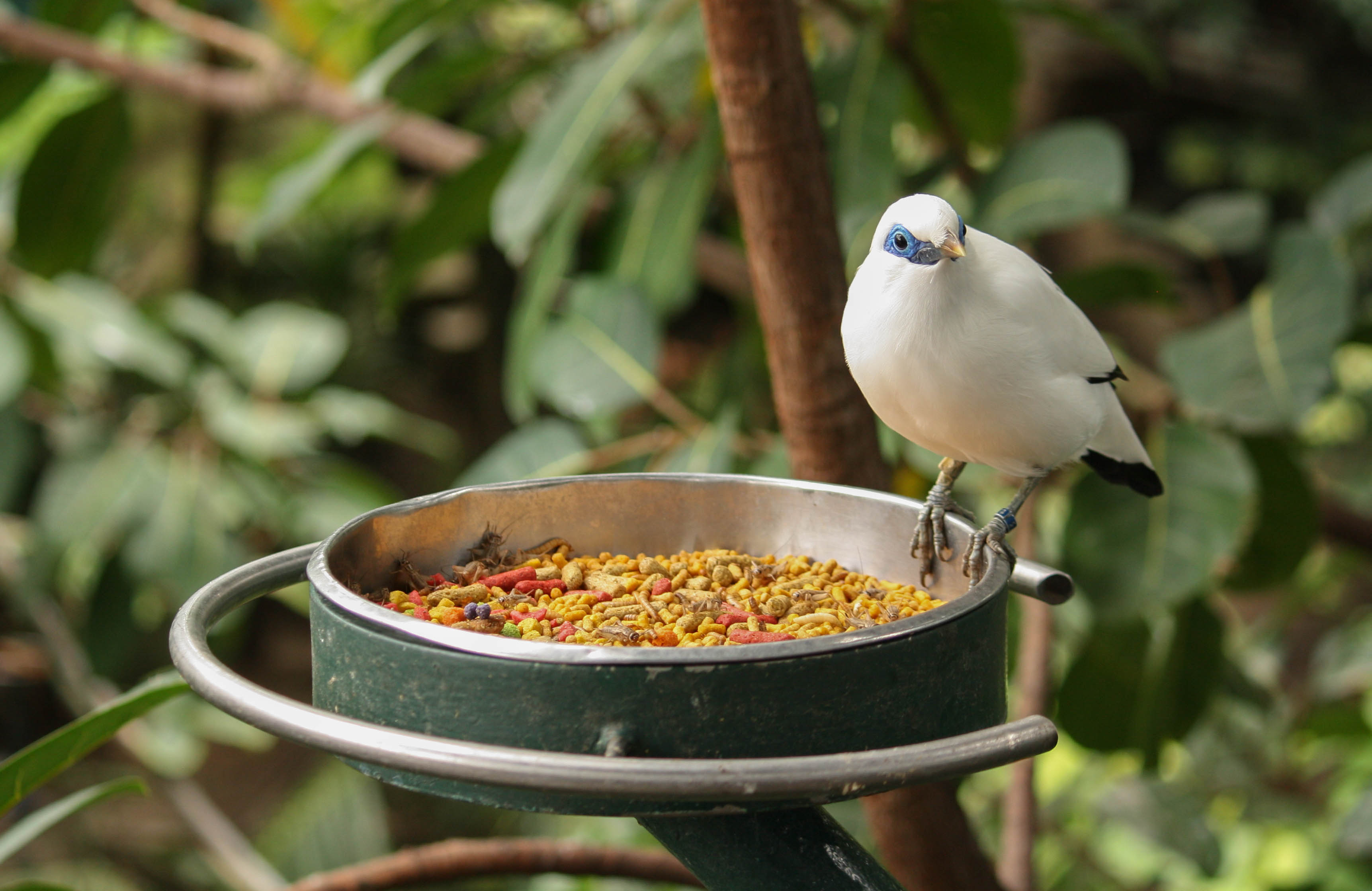
V zajetí

Majna Rothschildova nikdy na Bali nežila ve velkém počtu jedinců a na rozsáhlém území, od svého objevu se postupně stala velmi vzácným druhem. V první polovině 20. století pro ni byla největším nebezpečím přeměna přirozeného prostředí u severozápadního pobřeží Bali. Rozloha chráněných lesů – pozdějšího národního parku – z původních 194 km2 ve 40. letech 20. století během následujících třiceti let poklesla o 40 %. Kácení a žďáření starých stromů, hlavně Vachellia leucophloea, snížilo počet vhodných hnízdišť a populace poklesla i kvůli používání insekticidů. Začátkem 80. let se na Bali rozmohlo pěstování kukuřice, kokosových palem, probíhala dále i těžba dřeva a vypalování, čímž se opět zhoršovalo přirozené prostředí těchto ptáků. Za potenciálně velmi vážnou hrozbu je považována také výstavba hotelů v blízkosti Národního parku Bali Barat.

Početnost druhu klesá i kvůli přírodním faktorům. Za přirozeného potravního konkurenta se považovala majna černokřídlá (Acridotheres melanopterus), nicméně i tento druh je vážně ohrožen, a již v roce 1926, kdy byly majny Rothschildovy na Bali ještě běžné, se majna černokřídlá považovala za velmi vzácnou. Když byly později tito ptáci nalezeni, jak sdílejí společný strom, šlo možná o ukázku tolerance mezi oběma druhy nebo společného přizpůsobení se ubývajícímu životnímu prostředí. Mezi přirozené nepřátele majn Rothschildových se řadí varan skvrnitý (Varanus salvator), makak jávský (Macaca fascicularis), dravci a gekoni. Z roku 1986 pochází zpráva o zaznamenané predaci, kdy došlo k vniknutí hada do hnízda a zabití dvou ptáčat.

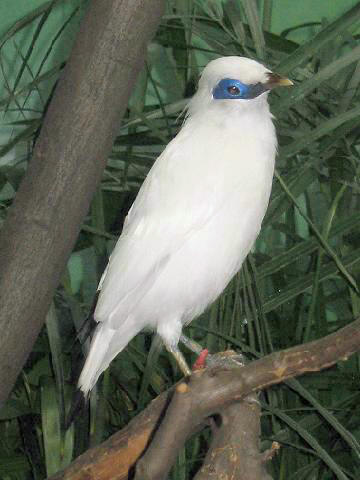
Majna Rothschildova

Největším nebezpečím se však ukázala být poptávka po ptácích, jež trvá i navzdory výskytu majny Rothschildovy pouze v národním parku. Ulovit tyto ptáky je jednoduché zvláště v období sucha, kdy se stahují k vodě. Od konce 60. let 20. století začal být lov považován za vážnou hrozbu. Například na začátku 70. let 20. století bylo zabaveno celkem 200 pašovaných majn Rothschildových ve vlaku v Jakartě a v dalších letech zde byli ptáci viděni na trzích, navzdory zákonné ochraně. Během let 1976–1980 bylo v Jakartě zabaveno celkem 76 ptáků, ilegální obchod probíhal rovněž v Surabaji a Singapuru. Roku 1982 objevili důkaz o lovu majn za pomoci návnad přímo v národním parku; převážně v noci navíc začali být ptáci vybíráni ze svých hnízd. Prohlášení majny Rothschildovy za oficiální symbol balijské fauny (1991) mělo upozornit na ohrožení druhu, jenže spíše zvýšilo jeho ceny na černém trhu.
Cena za ptáka se během 70. let 20. století pohybovala jen mezi 9–20 americkými dolary, kolem roku 1980 vzrostla na 33–66 dolarů, ale v roce 1997 již činila 3 000 dolarů. Vzrůstající cena vedla pytláky k využívání stále sofistikovanějších metod a někteří se neštítili ani ozbrojených přepadů národního parku, kdy ukradli ptáky, jež měli být vypuštěni do volné přírody (viz níže). Divoká populace v roce 2001 zahrnovala pouhých šest jedinců. I přestože počty ptáků i díky ochranným opatřením od té doby stouply, stav divoké populace byl v roce 2015 natolik nízký, že by ji mohla snadno vyhubit nemoc, predace nebo problémy v důsledku příbuzenského křížení.

### Ochrana

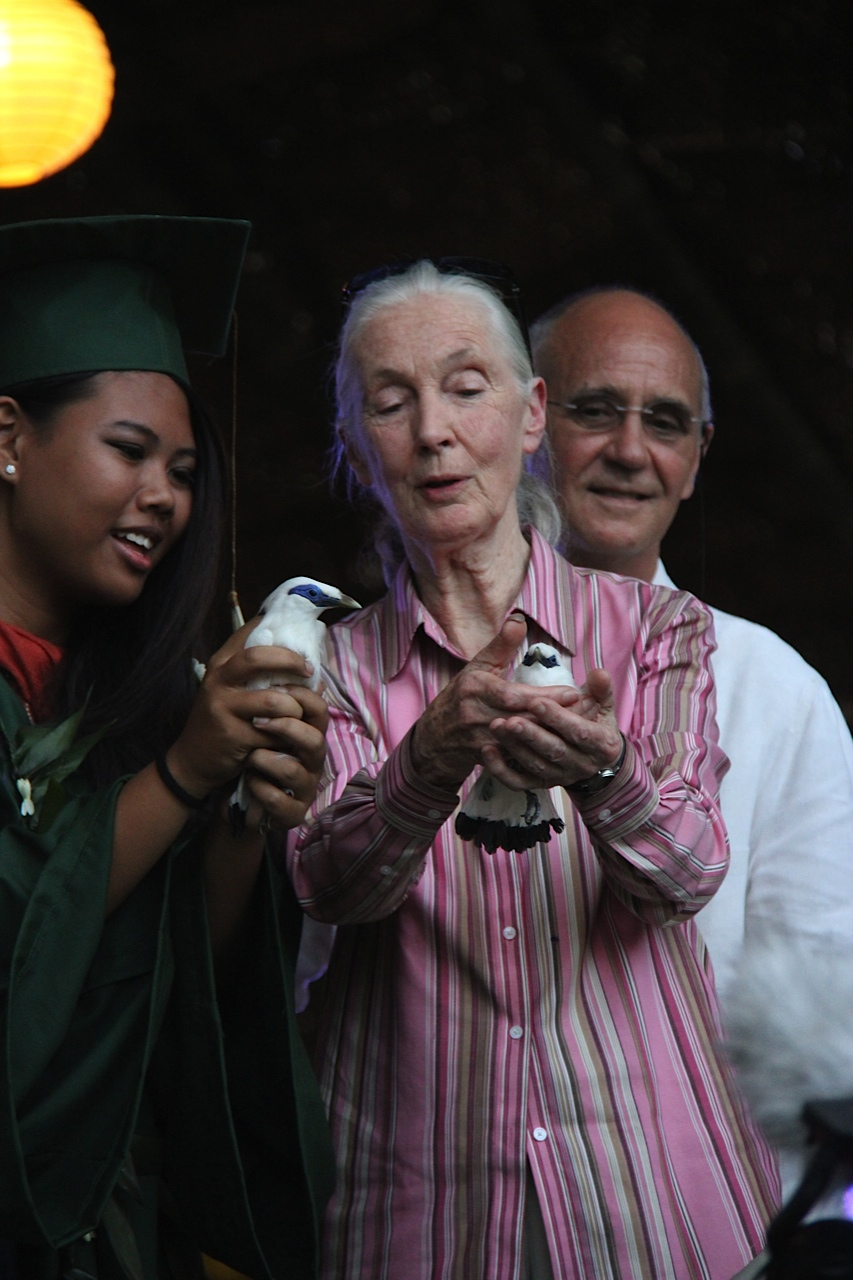
Jane Goodallová vypouští majny Rothschildovy, červenec 2014

Dle Mezinárodního svazu ochrany přírody se majna Rothschildova od roku 1994 řadí mezi kriticky ohrožené druhy, a to kvůli malému areálu výskytu, nízké populaci a přetrvávajícímu lovu. Je zapsána na přílohu I Úmluvy o mezinárodním obchodu s ohroženými druhy volně žijících živočichů a rostlin a od roku 1970 chráněna indonéskými zákony. Indonésie od roku 1992 uvádí, že všechna zvířata jsou majetkem státu a nedovolené držení neregistrovaného ptáka může být trestáno vysokou pokutou, v krajním případě i vězením.
Druh se snadno rozmnožuje v zajetí, kde žije asi 1 000 jedinců. Chovat se začal poprvé v Anglii roku 1931. Všichni ptáci žijící v zoologických zahradách jsou zaregistrováni, část z nich je vypouštěna do volné přírody. V roce 1983 založila světová asociace BirdLife International ve spolupráci s indonéskou vládou a americkými a britskými zoologickými zahradami záchranný Bali Starling Project, na základě kterého došlo k zlepšení ostrahy parku a vypouštění jedinců ze zajetí zpět do volné přírody. Ochranářské akce se nicméně potýkaly s problémy, včetně přepadení ozbrojeným gangem v listopadu 1999, který z parku ukradl 39 ptáků čekajících na vypuštění do volné přírody. Dalším cílem jiných ochranných skupin, jako je Friends of the National Parks Foundation (Nadace přátel národního parku), je vysadit ptáka na jiný ostrov než na Bali, kde by na něj nepůsobilo tolik škodlivých faktorů. Takovým ostrovem se stal Nusa Penida jihovýchodně od Bali. Vypuštění obvykle probíhá v balijských chrámech ve formě křesťanského obřadu, jednotliví ptáci jsou žehnáni svěcenou vodou a kněz jim skládá zvláštní modlitbu. Nicméně úbytek zavedených populací svědčí o tom, že pytláctví stále v určité míře přetrvává. Na ostrově Nusa Penida bylo roku 2009 přítomno 65 dospělců a 62 nedospělých ptáků, avšak průzkum z roku 2015 na Nusa Penida (a blízkém ostrově Nusa Lembongan) objevil méně než 20 ptáků.

## Chov v zoo
Majna Rothschildova je v Evropě chována ve více než 100 zoo. V Česku chovalo tento druh na konci roku 2017 sedm zoo. V následujícím roce mezi chovatele přibyla Zoo Jihlava, a tak na konci roku 2018 byla tato majna chována v osmi zoologických zahradách:
- Zoo Brno
- Zoo Děčín (od 2001)[27]
- Zoo Hodonín
- Zoo Jihlava (od 2018)[29]
- Zoo Liberec (od roku 2010, první odchov 2010, vypuštění dvou jedinců do volné přírody)[14]
- Zoo Plzeň (od 2000)
- Zoo Praha (od 1975)
- Zoo Ústí nad Labem

Na Slovensku je chována v ZOO Bojnice a ZOO Košice.

### Chov v Zoo Praha
Zoo Praha chová tento druh od roku 1975. První jedinci byli získáni ze zoo na britském ostrově Jersey nedaleko Francie. První úspěšný odchov byl zaznamenán již v roce 1977. V průběhu následujících 40 let se narodilo takřka 200 mláďat. Ke konci roku 2017 byly v Zoo Praha chovány dva páry. V průběhu roku 2018 byla dovezena jedna samice, a na konci daného roku tak bylo chováno pět jedinců.
K vidění je tento druh v pavilonu Indonéská džungle. Roku 2010 byli poskytnuti tři jedinci do záchranné stanice na indonéském ostrově Nusa Penida. Stalo se tak pro potřeby reintrodukce druhu a pod hlavičkou Evropského záchovného programu pro tento druh. V jeho komisi zasedá i člen za Zoo Praha.

## Galerie

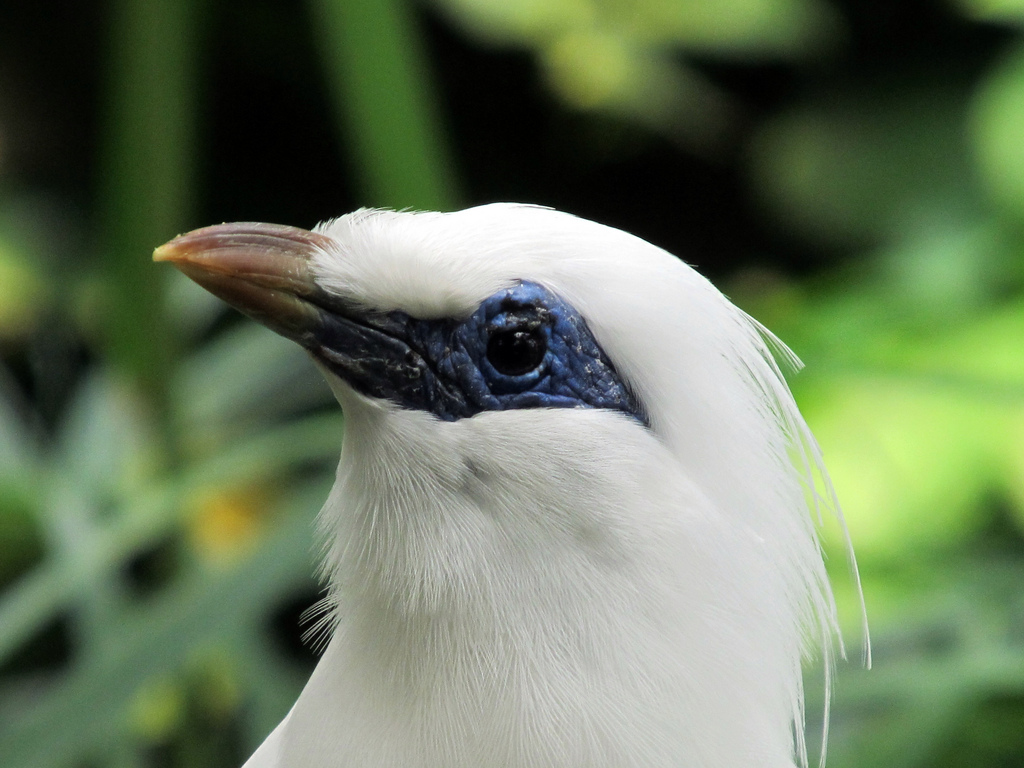
Hlava majny Rothschildovy
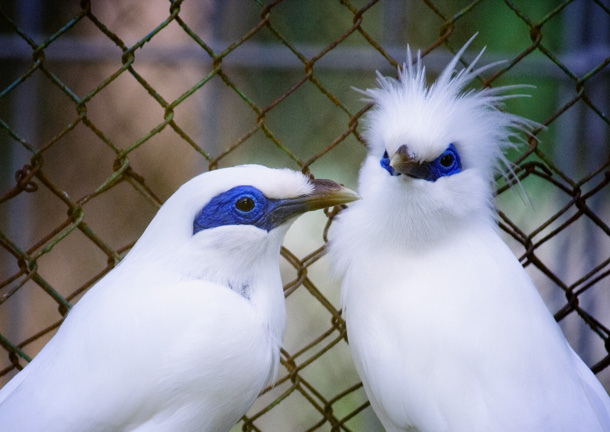
Pár majn Rothschildových
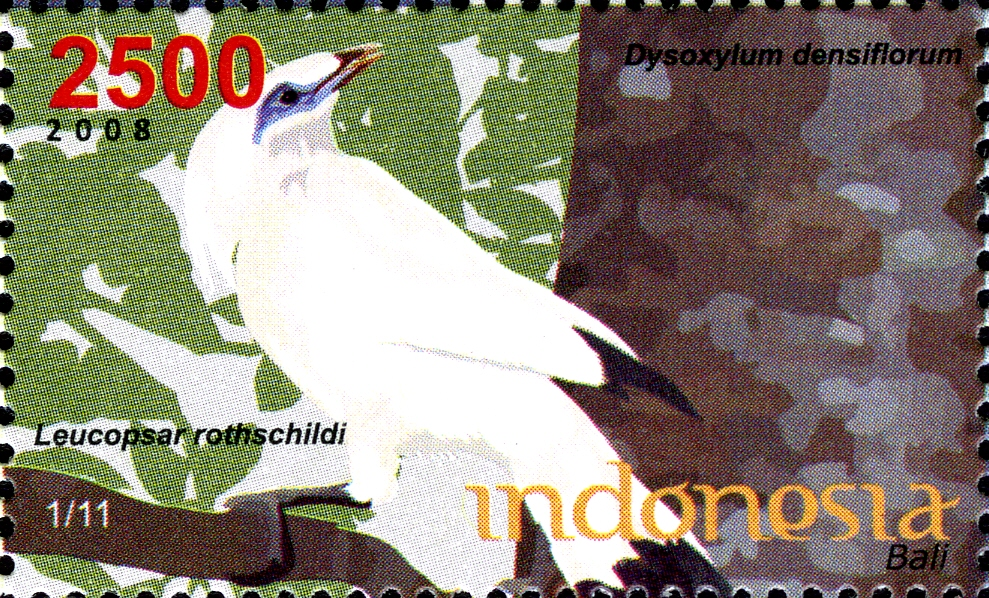
Majna Rothschildova na indonéské poštovní známce
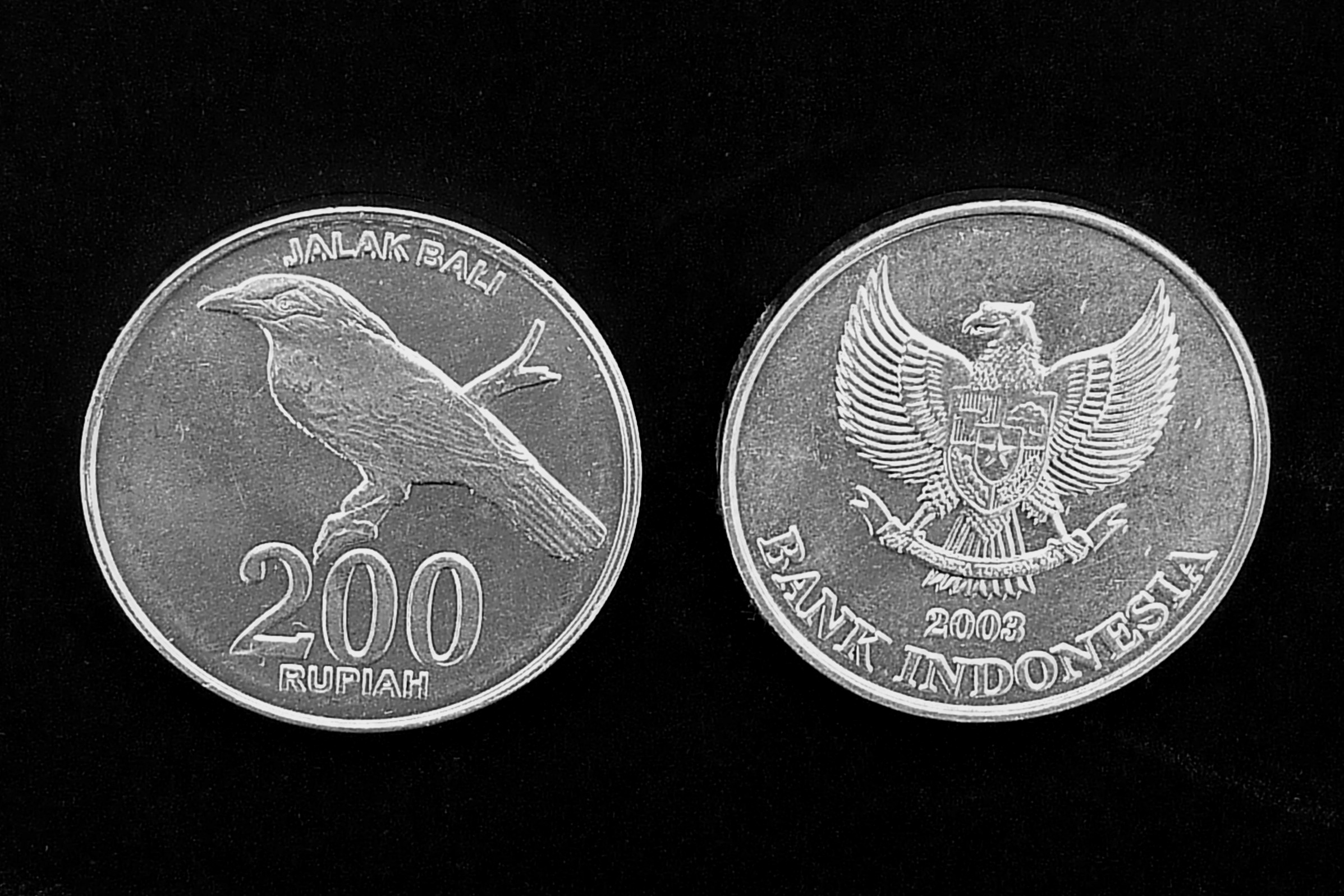
Majna Rothschildova na balijských mincích
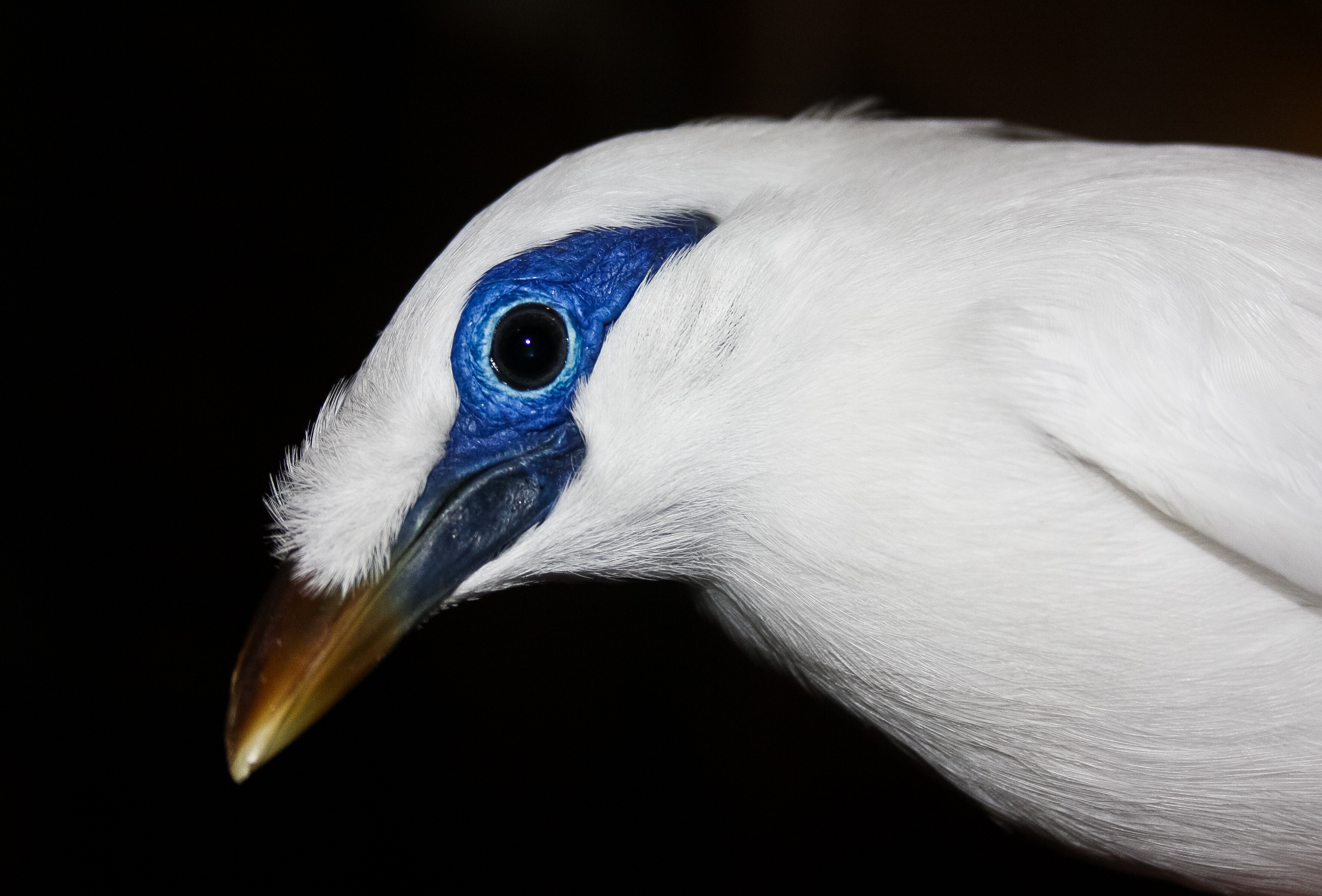
Majna Rothschildova v Zoo Praha